# Joan Font
Pour les articles homonymes, voir Font.
Font i Bertolí est un nom catalan. Le premier nom de famille, paternel, est Font ; le second, maternel, souvent omis, est Bertolí ; les deux sont fréquemment liés par la conjonction « i ».
Joan Font Bertolí, né le 31 août 1985 à Vilanova i la Geltrú (Catalogne), est un coureur cycliste espagnol. Actif au niveau régional, il participe également à des épreuves paralympiques en tant que pilote du malvoyant Ignacio Ávila (es),.

## Biographie

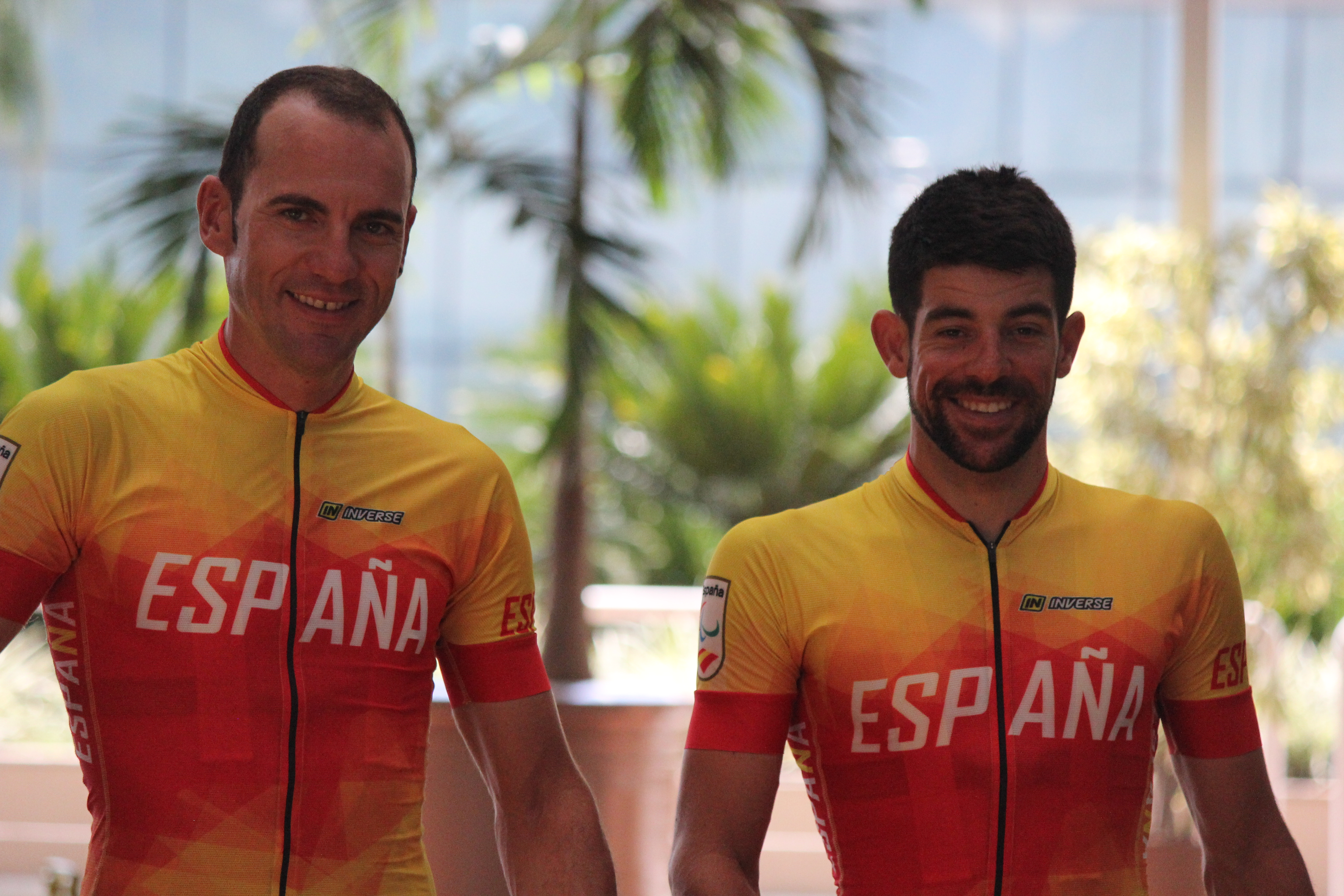
Ignacio Ávila et Joan Font en 2016.

Joan Font commence le cyclisme à l'âge de quatorze ans. Il s'impose dès sa première course, et intègre rapidement la sélection régionale catalane.
Il s'initie au cyclisme sur piste en 2001 avec le Club Ciclista Velosprint. En 2003, il est sacré champion d'Espagne du kilomètre chez les juniors (moins de 19 ans). Il termine également dixième du championnat d'Europe puis douzième du championnat du monde dans cette discipline. 
En 2009, il est notamment champion de Catalogne du contre-la-montre. Il commence ensuite à courir en tandem sur des épreuves paralympiques en tant que pilote de son compatriote Ignacio Ávila (es), malvoyant. Avec son nouveau partenaire, il devient champion d'Espagne du contre-la-montre en tandem en 2013. L'année suivante, ils obtiennent la médaille d'argent en poursuite aux championnats du monde sur piste. Ils pulvérisent à cette occasion le record d'Espagne dans la discipline, en 4 min 12 s 633.
En 2016, il décroche la médaille d'argent dans la course sur route aux Jeux paralympiques de 2016, toujours avec Ignacio Ávila (es). En mars 2017, ils connaissent la consécration en devenant champions du monde de poursuite sur piste en tandem

## Palmarès sur route
- 2008
  - Criterium d'Empuriabrava
  - Memorial Mariano Cabrero
  - La Ronde des Palmiers
  - Trofeu San Sebastià
  - Gran Premi Ciutat de Gandesa
  - Trofeu Josep Florencio
- 2009
  - Champion de Catalogne du contre-la-montre
  - Grans Classiques
  - Criteriüm d'Empuriabrava
  - Gran Premi Odena
  - Trofeu Costa Brava
- 2010
  - Trofeo Corte Inglés
  - Cursa Social Hivern del Morell
- 2011
  - Champion de Catalogne sur route
  - Copa Criterium
  - Trofeu Santa Tecla
  - Volta al Montsía
  - Gran Premio Fiestas de Binéfar
  - Trofeu Sant Bartomeu
  - Trofeu Vila d'Ivars
  - Trofeu Josep Florencio
  - Cursa del Pavo
- 2012
  - Gran Premio Ayuntamiento de Traiguera
  - Trofeu Vila d'Ivars de Noguera
  - Trofeo San Mateo
  - Trofeu Josep Florencio
  - Cursa del Pavo
  - Challange Social Barcelona
- 2013
  - Cursa del Pavo
  - Trofeu Baix Penedés
- 2014
  - Critèrium de Navàs
  - Trofeu Nacional d’Andorra
  - Clásica Isaac Gàlvez
  - Cursa del Gall Dindi
- 2015
  - GP Vila Arenys de Munt
- 2016
  - Champion de Catalogne du contre-la-montre
  - Cursa Social El Perelló
- 2017
  - Trofeu Vila d'Andorra la Vella
  - Cursa del Gall Dindi
- 2018
  - Champion de Catalogne du contre-la-montre
  - Championnat de la Communauté valencienne du contre-la-montre
  - La Social de la Cerámica

## Palmarès sur piste

### Championnats d'Espagne
- 2003
  -  Champion d'Espagne du kilomètre juniors
- 2010
  - 2e du championnat d'Espagne de poursuite par équipes
- 2011
  - 3e du championnat d'Espagne de poursuite par équipes